# 三江口瑶族镇
三江口瑶族镇，是中华人民共和国湖南省郴州市汝城县下辖的一个民族镇。

## 行政区划
三江口瑶族镇下辖以下地区：
兰洞村、塘田村、上里村、中心村、明星村、红光村、下里村、沙界村、仙溪村、大塘村和三江口村。